# Hesthesis angulatus
Hesthesis angulatus là một loài bọ cánh cứng trong họ Cerambycidae.